# Martino Canal
Martino Canal (fl. XIII secolo) è stato uno scrittore italiano vissuto nel XIII secolo, autore di una Storia di Venezia.
Della sua biografia non si conosce pressoché nulla e le poche informazioni vengono desunte dalla sua cronaca Les estoires de Venise. Il nome, lo stile e anche il suo francese lo farebbero provenire da Venezia. Certamente vi abitò tra il 1267 e il 1275, quando venne composta l'opera. Si può ipotizzare che lavorasse come scrivano, o che comunque occupasse un posto non molto elevato, presso la Tavola da Mar (una specie di dogana marittima), ma non si possono escludere anche altre magistrature. Ebbe probabilmente rapporti diretti con il doge Ranieri Zeno, al quale è dedicato grande spazio anche per fatti precedenti la sua elezione. Morì certamente dopo il settembre 1275, data con la quale si conclude la cronaca.
Le Estoires sono una cronaca di Venezia redatta in francese di carattere apologetico, che si rifà a documenti ufficiali dell'epoca e a cronache cittadine.